# Sunkoshi
Der Sunkoshi ist der westliche Quellfluss des Koshi in Nepal. Sein rechter Nebenfluss Bhotekoshi bildet den hydrologischen Hauptstrang des Flusssystems und hat seinen Ursprung im Autonomen Gebiet Tibet der Volksrepublik China. Der Sunkoshi hat eine Länge von 280 km. Die Gesamtflusslänge vom Ursprung des Bothekoshi liegt bei 386 km.

## Verlauf
Der Sunkoshi entspringt 12 km östlich von Barhabise auf einer Höhe von etwa 2400 m. Er fließt anfangs knapp 14 km nach Westen. Südlich von Barhabise trifft der Sunkoshi auf den von Norden heranströmenden, in der Regel wasserreicheren, Bhotekoshi. Der Sunkoshi fließt 30 km in überwiegend südwestlicher Richtung. Entlang dem Flusslauf verläuft eine wichtige Verbindungsstraße zwischen Tibet und Nepal, der so genannte Araniko Highway. Nach der Einmündung des Indrawati von rechts bei Dolalghat, etwa 35 km östlich von Kathmandu, wendet sich der Sunkoshi nach Südosten, später in Richtung Ostsüdost. Er verläuft nun südlich des Himalaya-Hauptkamms. Er nimmt die größeren linken Nebenflüsse Tamakoshi, Likhu Khola und Dudhkoshi auf. Schließlich trifft der aus Norden kommende Arun auf den Sunkoshi, wenige hundert Meter oberhalb der Vereinigung des Sunkoshi mit dem aus Osten kommenden Tamor zum Koshi.
Auf dem Fluss werden Rafting-Touren angeboten.
Anfang August 2014 ereignete sich nach intensiven Monsun-Regenfällen ein Bergrutsch am Flusslauf des Sunkoshi, der einen natürlichen Staudamm zur Folge hatte. Etwa 30 Gebäude wurden begraben, ein 2 Kilometer langer See entstand, zudem konnte der Arniko Highway nicht mehr befahren werden. Aus Furcht vor einem unkontrollierten Brechen der Flussbarriere wurden die flussabwärts gelegenen Gebiete evakuiert.